# 弗兰克山
84°37′S 177°4′W / 84.617°S 177.067°W
弗兰克山（英語：Mount Franke），是南極洲的山峰，位於杜費克海岸，處於瓦斯科山和科爾山之間的沙克爾頓冰川西岸，海拔高度1,600米，現時由南極條約體系管理。